# Nemours (Seine-et-Marne)
Nemours település Franciaországban, Seine-et-Marne megyében. Lakosainak száma 13 118 fő (2022. január 1.). Nemours Bagneaux-sur-Loing, Darvault, Poligny és Saint-Pierre-lès-Nemours községekkel határos.

## Népesség
A település népességének változása:
| Lakosok száma | 12 824 | 13 358 | 13 404 | 13 081 | 13 165 | 13 088 | 12 966 | 13 189 | 13 118 |
|               | 2013   | 2015   | 2016   | 2017   | 2018   | 2019   | 2020   | 2021   | 2022   |

## Ismert szülöttjei
- Étienne Bézout (1730–1783) matematikus
- Philippe Petit (1949) kötéltáncos
- Rudi Garcia (1964) labdarúgó, edző
- Cyril Despres (1974) francia motorversenyző
- Jimmy Jones Tchana (1984) labdarúgó
- Geoffrey Kondogbia (1993) francia válogatott labdarúgó